# Hippocrepinella
Hippocrepinella es un género de foraminífero bentónico de la familia Hippocrepinellidae, de la superfamilia Astrorhizoidea, del suborden Astrorhizina y del orden Astrorhizida. Su especie tipo es Hippocrepinella hirudinea. Su rango cronoestratigráfico abarca desde el Pennsylvaniense (Carbonífero superior) hasta la Actualidad.

## Discusión
Clasificaciones previas incluían Hippocrepinella en la familia Dryorhizopsidae, así como en el suborden Textulariina del orden Textulariida.

## Clasificación
Hippocrepinella incluye a las siguientes especies:
- Hippocrepinella biaperta
- Hippocrepinella gibbera
- Hippocrepinella hirudiformis
- Hippocrepinella irregularis
- Hippocrepinella oblonga
- Hippocrepinella remanei
- Hippocrepinella remanti
- Hippocrepinella rugosa
- Hippocrepinella sphaera
- Hippocrepinella sphaerica
- Hippocrepinella suboviformis
- Hippocrepinella vercholensis
- Hippocrepinella vulcanalis

Otras especies consideradas en Hippocrepinella son:
- Hippocrepinella acuta, aceptado como Bathysiphon acuta
- Hippocrepinella alba, aceptado como Cribrothalammina alba
- Hippocrepinella flexibilis, aceptado como Bathysiphon flexibilis
- Hippocrepinella hirudinea, aceptado como Bathysiphon hirudinea
  - Hippocrepinella hirudinea var. crassa
- Hippocrepinella virgulata, aceptado como Bathysiphon virgulata
- Hippocrepinella ampullacea, considerado sinónimo posterior de Cribrothalammina alba